# Animali fantastici e dove trovarli
Animali fantastici e dove trovarli (Fantastic Beasts and Where to Find Them) è un film del 2016 diretto da David Yates e scritto da J. K. Rowling.
Ispirato all'omonimo libro, è il primo episodio della serie Animali fantastici, un prequel ambientato 70 anni prima della serie cinematografica di Harry Potter ed è incentrato sul magizoologo Newt Scamander. Il film è interpretato da Eddie Redmayne, Katherine Waterston, Dan Fogler, Alison Sudol, Ezra Miller, Samantha Morton, Jon Voight, Carmen Ejogo, Johnny Depp e Colin Farrell.
Il film è stato presentato in anteprima il 10 novembre 2016 a New York ed è stato distribuito il 17 novembre 2016 in Italia e il giorno seguente nel Regno Unito e negli Stati Uniti, anche in 3D. Il 26 febbraio 2017 vince il premio Oscar per i migliori costumi, diventando il primo film ambientato nell'universo di Harry Potter a vincere un Oscar.

## Trama
Nel 1926, il mago britannico e "magizoologo" Newt Scamander arriva a New York. Arrivato solo per una breve sosta, osserva Mary Lou Barebone, una babbana a capo del movimento estremista de I Secondi Salemiani, durante un comizio in cui i maghi e le streghe vengono giudicati come pericolosi. Nel tentativo di riconquistare uno Snaso che è scappato dalla sua valigia di creature magiche, Newt incontra il no-mag Jacob Kowalski, un aspirante pasticciere, e involontariamente scambiano le loro valigie. Porpentina "Tina" Goldstein, una ex-Auror del MACUSA (il Magico Congresso degli Stati Uniti d'America), arresta Newt per aver infranto la legge magica. Dal momento che la valigia in suo possesso contiene solo i prodotti da forno di Jacob, Newt viene rilasciato. A casa, Jacob apre la valigia di Newt, inavvertitamente liberando diverse creature in città.
Dopo che Newt trova Jacob e la sua valigia, Tina li porta nel suo appartamento e li presenta a sua sorella Queenie, una legilimens. Jacob e Queenie si invaghiscono l'uno dell'altra, anche se ai maghi americani è proibito avere relazioni con i no-mag. Newt porta Jacob all'interno della sua valigia, magicamente espansa per ospitare varie creature tra cui un Obscurus, un parassita che si sviluppa all'interno di bambini magicamente dotati le cui abilità sono soppresse, che raramente vivono più di dieci anni.
Dopo aver ripreso due delle tre creature fuggite, lo Snaso e un Erumpent, Tina restituisce la valigia al MACUSA, ma vengono arrestati in quanto i funzionari del Ministero ritengono che una delle creature di Newt sia responsabile dell'uccisione del senatore Henry Shaw Jr., che è stato effettivamente attaccato da un altro Obscurus. Il direttore della Sicurezza Magica, Percival Graves, accusa Newt di cospirare con il famigerato mago oscuro Gellert Grindelwald, e decide di distruggere la valigia di Newt e cancellare i recenti ricordi di Jacob. Newt e Tina sono condannati a morte, ma fuggono aiutati da Queenie e Jacob, che recuperano la valigia di Newt. Una soffiata del goblin informatore di Tina, Gnarlack, porta i quattro a riconquistare le ultime creature fuggite, un Demiguise e un Occamy.
Graves si avvicina a Credence, il figlio adottivo di Mary Lou, e si offre di liberarlo da sua madre in cambio di aiutarlo a trovare l'Obscurus che sta causando il caos in tutta la città. Credence trova una bacchetta sotto il letto della sorella adottiva Modesty, che Mary Lou ipotizza sia sua; quando Credence sta per essere punito, l'Obscurus uccide Mary Lou e la sua figlia maggiore Chastity. Graves, supponendo che Modesty sia l'ospite dell'Obscurus, ritiene che Credence sia un magonò e si rifiuta di insegnargli la magia come aveva promesso. Credence rivela di essere il vero Obscurus e che è sopravvissuto grazie all'intensità della sua magia, e attacca la città in pieno giorno.
Newt trova Credence nascosto in un tunnel della metropolitana, ma viene attaccato da Graves. Tina, che aveva cercato di proteggere Credence da Mary Lou, tenta di calmare il ragazzo, mentre Graves cerca di convincere Credence ad ascoltarlo. Quando Credence ritorna alla forma umana, la presidentessa del MACUSA Seraphina Picquery e gli Auror contrattaccano, distruggendo l'Obscurus. Tuttavia, Newt nota un singolo brandello della creatura volare via allontanandosi. Graves ammette di aver pianificato di liberare l'Obscurus per esporre la comunità magica ai no-mag e incastrare Newt per l'incidente. L'Auror infatti sostiene che le leggi del MACUSA proteggano i no-mag a spese della comunità magica, e che non ha più intenzione di vivere sotto copertura. Picquery ordina agli Auror di catturare Graves, ma lui li sconfigge. Newt lo cattura con l'aiuto del suo Velenottero, una delle sue creature, e rivela che Graves è Grindelwald sotto mentite spoglie, lasciando il dubbio se il vero Graves sia vivo o meno. Così Grindelwald viene arrestato.
Il MACUSA teme che il loro mondo segreto sia stato scoperto, ma Newt rilascia il suo Tuono alato per spargere una pozione che cancelli la memoria dei recenti avvenimenti magici su tutta la città, sotto forma di gocce di pioggia. Nel frattempo, i maghi del MACUSA riparano i danni e cancellano i recenti eventi dai giornali. Queenie bacia Jacob mentre la pioggia cancella i suoi ricordi, e Newt torna in Inghilterra, promettendo a Tina di tornare a trovarla per consegnarle una copia del suo libro. Tina prima che Newt se ne vada esclama "Animali fantastici e dove trovarli".
Nella scena a metà titoli di coda, Jacob apre una panetteria con dolci simili alle creature di Newt, e, quando Queenie entra, sorride e Jacob riacquista i suoi ricordi.

## Personaggi
- Newt Scamander, interpretato da Eddie Redmayne: un eccentrico, introverso e sensibile mago inglese che si trova più a suo agio con gli animali che con le persone. Sarà l'autore del libro di testo utilizzato alla scuola di magia e stregoneria di Hogwarts, Gli animali fantastici: dove trovarli.[1]
- Porpentina "Tina" Esther Goldstein, interpretata da Katherine Waterston: un'ex-Auror e impiegata del Magico Congresso degli Stati Uniti d'America (MACUSA) che si ritrova in mansioni ben al di sotto delle sue abilità.[2]
- Jacob Kowalski, interpretato da Dan Fogler: un geniale no-mag che lavora in una fabbrica con il sogno di aprire una pasticceria tutta sua. Viene accidentalmente esposto alla comunità magica di New York dopo che lui e Newt si scambiano accidentalmente le valigie.[3]
- Queenie Goldstein, interpretata da Alison Sudol: sorella minore di Tina e sua coinquilina e un'abile legilimens dallo spirito libero e il cuore grande.[4]
- Mary Lou Barebone, interpretata da Samantha Morton: una no-mag dalle idee conservatrici e leader del gruppo estremista I Secondi Salemiani, che aspira a scovare e uccidere tutti i maghi e le streghe.[5]
- Credence Barebone, interpretato da Ezra Miller: un mago e il figlio adottivo di Mary Lou, che è segretamente un Obscurus.[6]
- Henry Shaw Sr., interpretato da Jon Voight: magnate dell'informazione, padre del senatore americano Henry Shaw Jr. e Langdon Shaw.[7]
- Madame Seraphina Picquery, interpretata da Carmen Ejogo: la presidentessa del Magico Congresso degli Stati Uniti d'America, equivalente del Ministro della Magia britannico.
- Gellert Grindelwald / Percival Graves, interpretato da Johnny Depp / Colin Farrell: un famigerato e potente mago oscuro che crede nella supremazia dei maghi, che si nasconde sotto le mentite spoglie di un potente Auror, direttore della Sicurezza Magica del MACUSA.[8]

Faith Wood-Blagrove e Jenn Murray interpretano Modesty e Chastity Barebone, le due figlie adottive di Mary Lou; Ron Perlman interpreta Gnarlack, un goblin gangster; Josh Cowdery interpreta Henry Shaw Jr, mentre Ronan Raftery interpreta suo fratello Langdon Shaw. Gemma Chan interpreta Madam Ya Zhou. Zoë Kravitz appare in fotografia nei panni di Leta Lestrange.

## Produzione

### Sviluppo
Nel settembre 2013 la Warner Bros. Pictures annunciò che J. K. Rowling avrebbe fatto il suo esordio alla sceneggiatura con il primo di una serie di film ispirati allo pseudobiblium Gli animali fantastici: dove trovarli. La Rowling affermò che i film, incentrati sulla vita di Newt Scamander, non sarebbero stati né dei prequel né dei sequel della serie di Harry Potter, anche se sarebbero stati ambientati nello stesso universo. Il primo film è ambientato settanta anni prima dei film di Harry Potter, nella New York degli anni venti. David Heyman, produttore di tutti i film della saga di Harry Potter, riveste lo stesso ruolo nella serie di spin-off.
Nel marzo 2014 la Warner Bros. confermò che gli spin-off di Harry Potter sarebbero stati tre. Nel luglio 2014 venne annunciato che le riprese si sarebbero tenute negli Studi Leavesden, in Hertfordshire. Dopo il rifiuto di Alfonso Cuarón, la Warner Bros. confermò che David Yates avrebbe diretto almeno il primo capitolo della trilogia. Nel novembre 2014 Heyman affermò che Rowling aveva finito la stesura della sceneggiatura e che le riprese sarebbero incominciate nel 2015.
Nel gennaio 2015 Heyman confermò che Yates e Steve Kloves, che aveva scritto la sceneggiatura di sette dei film della saga di Harry Potter, avevano lavorato alla sceneggiatura con la Rowling.

### Casting
Nell'aprile 2015 Variety riportò che Eddie Redmayne era il favorito dallo studio per il ruolo di Newt Scamander. Anche Matt Smith e Nicholas Hoult vennero considerati per il ruolo. Nel giugno 2015 Katherine Waterston entrò nel cast nel ruolo di Tina Goldstein, ruolo per il quale erano state prese in considerazione anche Kate Upton ed Elizabeth Debicki. Nello stesso mese venne annunciato che Ezra Miller avrebbe interpretato Credence Barebone. Nel luglio 2015 Redmayne venne confermato nel ruolo di Scamander. Nello stesso mese Alison Sudol, al suo esordio cinematografico, venne annunciata nel ruolo di Queenie Goldstein, sorella di Tina. Per il ruolo erano state prese in considerazione anche Saoirse Ronan, Dakota Fanning e Lili Simmons. Dan Fogler e Michael Cera vennero riportati tra i candidati per il ruolo di Jacob Kowalski, e nel luglio 2015 Fogler entrò ufficialmente nel cast. Ad agosto Colin Farrell venne scelto per interpretare Percival Graves, e Faith Wood-Blagrove venne scelta per il ruolo di Modesty. Sempre ad agosto le attrici Jenn Murray e Samantha Morton si aggiunsero al cast come Chastity e Mary Lou Barebone. Nell'ottobre 2015 The Hollywood Reporter rivelò che Jon Voight, Gemma Chan, Carmen Ejogo e Ron Perlman erano entrati nel cast in ruoli non specificati.
Nel novembre 2016 venne annunciato che Johnny Depp sarebbe apparso in un cameo nei panni di Gellert Grindelwald, ruolo che riprenderà nei film successivi.

## Riprese
La lavorazione del film cominciò il 17 agosto 2015 negli Studi Leavesden di Londra. Alcune riprese sono state effettuate anche nel bel mezzo della città. Il 20 ottobre vennero girate delle scene alla Saint George's Hall di Liverpool, trasformata nella New York degli anni venti. Le riprese si sono concluse il 29 gennaio 2016.

## Promozione
Il primo trailer del film venne pubblicato il 15 dicembre 2015. Nel febbraio 2016 Rowling pubblicò quattro storie intitolate Storia della Magia nel Nord America come introduzione al film. Il secondo trailer del film venne pubblicato il 10 aprile 2016, in occasione degli MTV Movie Awards. Il terzo trailer venne distribuito il 23 luglio 2016, in occasione del San Diego Comic-Con International. Il 28 settembre 2016 venne pubblicato l'ultimo trailer del film.
Per promuovere il film è uscito Il Pacchetto Storia di Animali Fantastici e dove Trovarli di LEGO Dimensions (come per il film Ghostbusters 2016) che racconta in versione LEGO tutta la storia del film.

## Distribuzione
La première statunitense si è svolta il 10 novembre 2016 all'Alice Tully Hall di New York con la presenza del cast principale e del regista David Yates, del produttore David Heyman e di J. K. Rowling.
La première britannica si è svolta il 15 novembre 2016 all'Odeon Leicester Square di Londra.
Il film è stato distribuito negli Stati Uniti il 18 novembre 2016, in 3D e con il nuovo sistema IMAX 4K Laser. In Italia la pellicola è uscita nelle sale il 17 novembre 2016.

### Edizione italiana
La direzione del doppiaggio e i dialoghi italiani sono a cura di Carlo Cosolo, per conto della Laser Digital Film.

## Accoglienza

### Incassi
Animali fantastici e dove trovarli ha incassato $234 milioni in Nord America e $580 milioni nel resto del mondo, per un totale di $814 milioni a fronte di un budget di $180 milioni. A questo punto, se si considerano gli incassi dell'intera saga cinematografica attinente al mondo magico creato da J. K. Rowling - per un totale di dieci film - Animali Fantastici si classifica all'ottavo posto, seguito da Harry Potter e il prigioniero di Azkaban, fermo a 796,6 milioni di dollari.

#### Nord America
Nel primo giorno di programmazione negli Stati Uniti e in Canada il film ha incassato $29.7 milioni, il secondo incasso più basso per un film ambientato nell'universo creato da Rowling, di cui $8.75 milioni alle anteprime del giovedì. Nel week-end d'apertura il film ha incassato $75 milioni, il più basso esordio per un film del franchise.

#### Internazionale
Il 17 novembre il film è stato distribuito in nove paesi in cui ha incassato $6.9 milioni in 5070 schermi. Il giorno seguente il film è stato distribuito in altri 38 paesi, incassando $16.6 milioni per un totale in due giorni di $23.5. In tre giorni il film ha incassato $53.6 milioni.
Ha stabilito un record come miglior esordio per un film del franchise di Harry Potter in Corea del Sud ($1.7 milioni) e negli Emirati Arabi Uniti ($429,000), il secondo miglior esordio per un film del franchise in Messico ($1.8 milioni), Russia ($17 milioni) e Brasile ($1.3 milioni) e il terzo miglior esordio nel Regno Unito ($5.4 milioni).

### Critica
Su Rotten Tomatoes il film ha un indice di gradimento del 74% basato su 333 recensioni, con un voto medio di 6.8 su 10. Il commento del sito recita: "Animali fantastici e dove trovarli attinge dalla ricca mitologia di Harry Potter per offrire un prequel che impressiona, riuscendo a creare un nuovo magico franchise". Su Metacritic ha un voto medio di 66 su 100 basato su 50 recensioni.
Peter Bradshaw di The Guardian ha dato al film cinque stelle su cinque, definendolo un "intrattenimento ricco, elaborato, e dettagliato in modo complesso" e "un film estremamente affabile, senza troppe pretese e irresistibilmente ottimista". Peter Debruge di Variety ha apprezzato il film, scrivendo che "è chiaramente destinato ai fan più devoti della Rowling, e sebbene possa risultare confusionario ai nuovi arrivati, i più fedeli apprezzeranno il fatto che il film non tratta mai con superiorità il suo pubblico". Jason Solomons di TheWrap ha scritto: "Animali fantastici e dove trovarli ha tutte le caratteristiche di un grande blockbuster per tutta la famiglia, ma anche i suoi difetti. Non riesce a trovare totalmente un equilibrio ma, come suggerisce il titolo, sa di sicuro dove trovare la formula magica per i film seguenti". Eric Kohn di IndieWire ha dato al film B+, definendo il film "uno dei migliori blockbuster dell'anno" e scrivendo: "I film di Harry Potter erano fatti così bene che contenevano infinite possibilità per ulteriori espansioni, e Animali fantastici abbocca all'amo al momento giusto, non andando a ripetere una formula ma arricchendola con rifiniture avvincenti".
Chris Nashawaty di Entertainment Weekly è stato più critico, dando al film B- e scrivendo che "Rowling, anche autrice della sceneggiatura, pianifica facilmente il suo mondo, ma quel mondo non è così affascinante come quello di Hogwarts". Su IGN.com Joshua Yehl ha dato al film 6,5 su 10, criticando la regia di Yates e scrivendo che il film, nonostante i suoi animali "davvero fantastici", non riesce a catturare la magia propria dei film di Harry Potter, finendo con l'essere un semplice passatempo che non immerge lo spettatore nel mondo magico di New York.

## Riconoscimenti
- 2017 - Premio Oscar
  - Migliori costumi a Colleen Atwood
  - Candidatura per la miglior scenografia a Stuart Craig e Anna Pinnock
- 2017 - BAFTA
  - Miglior scenografia a Stuart Craig e Anna Pinnock
  - Candidatura al miglior film britannico a David Heyman, Steve Kloves, J. K. Rowling, Lionel Wigram e David Yates
  - Candidatura ai migliori costumi a Colleen Atwood
  - Candidatura ai migliori effetti speciali a Tim Burke, Pablo Grillo, Christian Manz e David Watkins
  - Candidatura per il miglior sonoro a Andy Nelson, Niv Adiri, Glenn Freemantle, Simon Hayes e Ian Tapp

## Altri media
Nel 2016 è uscita, sotto forma di libro, la sceneggiatura ufficiale della pellicola, scritta dalla stessa autrice.

## Sequel
Nel 2014 lo studio annunciò che il film avrebbe fatto parte "almeno" di una trilogia. L'uscita del secondo capitolo è fissata al 16 novembre 2018, seguito dal terzo film il 12 novembre 2021. Il 13 ottobre 2016 la stessa J.K. Rowling annunciò che i film della nuova saga sarebbero stati cinque. Il 27 ottobre seguente Yates annunciò che avrebbe diretto tutti e cinque i film della saga.
In occasione del 16º anniversario dell'uscita al cinema di Harry Potter e la pietra filosofale, il 16 novembre 2017 viene annunciato ufficialmente il titolo del secondo capitolo, nelle sale italiane esattamente un anno dopo, ossia Animali fantastici - I crimini di Grindelwald.